# Martín Carrera
Martín Carrera Sabat (Puebla, 20 de Dezembro de 1806 - Cidade do México, 22 de Abril de 1871) foi um político e militar mexicano.
Em 1821, com apenas quinze anos de idade, juntou-se ao Exército trigarante de Agustín de Iturbide. Em 1853 Antonio López de Santa Anna promoveu-o a major general do exército. Foi durante muito tempo director do corpo de artilharia do exército e ainda senador.
Após a resignação de Santa Anna, em consequência da revolução de Ayutla, Martín Carrera foi nomeado presidente interino, tendo cedido o lugar a Rómulo Díaz de la Vega cerca de um mês depois.